# Matas Buzelis
Matas Arvidas Buzelis (Chicago, Illinois, 2004. október 13. –) litván-amerikai profi kosárlabdázó, aki a National Basketball Association-ben (NBA) szereplő Chicago Bulls csapatában játszik. A Chicago Bulls a 2024-es NBA-drafton a 11. helyen választotta ki.

## Gyermekkora és középiskolai pályafutása
Buzelis 2004. október 13-án született Chicagóban. Mindkét szülője profi kosárlabdázó volt Litvániában, mielőtt az Egyesült Államokba emigráltak és Chicago környékén telepedtek le, ahol Buzelis született és nőtt fel. Gyermekkorában Buzelis testvéreivel együtt tornaiskolába járt. Később ugyanebben az iskolában úszni kezdett, és Illinois államban a legjobb eredményeket érte el a 10 és 12 év alatti mellúszók között.
Buzelis kezdetben a Hinsdale külvárosában található Hinsdale Central High Schoolba járt, és elsőévesként a másodéves csapatukban játszott. Miután a Hinsdale Central kosárlabdaszezonját a COVID-19 világjárvánnyal kapcsolatos aggodalmak miatt elhalasztották, másodéves kora első félévének közepén átiratkozott a Brewster Academy-be, egy bentlakásos iskolába a New Hampshire állambeli Wolfeboróban. Harmadévesként Buzelist a New Hampshire Gatorade Az év Játékosának választották, miután meccsenként 11,4 pontot, 5,9 lepattanót, 2,1 gólpasszt, 1,3 blokkot és 1,2 szerzett labdátátlagolt. Beválasztották a 2022-es Nike Hoops Summit Team World csapatába is.
Buzelis az utolsó évének kezdete előtt átiratkozott a kansasi Bel Aire-ben található Sunrise Christian Academy-re. Utolsó évében átlagosan 15,7 pontot és 5,6 lepattanót szerzett meccsenként, miközben 54%-os mezőnyhatékonysággal, 42,4%-os hárompontos- és 80%-os büntetőhatékonysággal dobott.
Buzelist beválasztották a 2023-as McDonald's All-American Boys Game-re. Részt vett a 2023-as NBA All-Star hétvégéjén megrendelett Kosárlabda Határok Nélkül táborban is, ahol MVP-nek választották.

### Toborzás
A nagyobb toborzó ügynökségek szerint Buzelis ötcsillagos tehetség volt, és a 2023-as évfolyam egyik legjobb játékosa. Végül úgy döntött, hogy profi szinten játszik az NBA G League Ignite csapatában. Buzelis fontolóra vette azt is, hogy egyetemen kosárlabdázzon. Ajánlatot kapott a Kentucky, Észak-Karolina, Florida State és Wake Forest csapataitól.
| Név                                                        | Szülőváros                               | Középiskola                    | Magasság        | Súly           | Döntés dátuma |
| ---------------------------------------------------------- | ---------------------------------------- | ------------------------------ | --------------- | -------------- | ------------- |
| Matas Buzelis AB                                           | Chicago, IL                              | Sunrise Christian Academy (KS) | 6' 10" (2,08 m) | 190 lb (86 kg) | —             |
| Matas Buzelis AB                                           | Értékelés: Rivals: 247Sports: ESPN: (93) |                                |                 |                |               |
| Általános országos rang: Rivals: 4. 247Sports: 7. ESPN: 5. |                                          |                                |                 |                |               |

## Profi pályafutása

### NBA G League Ignite (2023–2024)
2023. május 31-én Buzelis szerződést írt alá az NBA G League Ignite csapatával. A 2023–24-es NBA G-League szezonban Buzelis 14,1 pontot, 6,6 lepattanót és 1,9 gólpasszt átlagolt meccsenként.

### Chicago Bulls (2024–napjainkig)
Buzelist a Chicago Bulls választotta ki a tizenegyedik helyen a 2024-es NBA-drafton. Buzelis állítólag a draft előtti folyamat során bekerült a top 5 játékosok közé is, mivel a csapatokat érdekelte a mérete és a játékhoz való hozzáállása. A Detroit Pistons az Ignite-ban szereplő csapattársát, Ron Hollandot választották azonban előtte. Más csapatok sem választották Buzelist, így ő hazai csapatához, a Bulls-hoz került. 2024. július 2-án újonc szerződést írt alá a Bulls csapatával.

## Válogatott pályafutása
2022. július 21-én Buzelis elkötelezte magát a litván férfi kosárlabda-válogatott mellett. Később, ugyanebben az évben a Litván Kosárlabda Szövetség regisztrálta Buzelist a FIBA rendszerében a litván válogatott tagjaként.

## Statisztika

### NBA
| Év        | Csapat        | JM | KM | JP/M | MG%  | 3P%  | BD%  | LP/M | GP/M | L/M | B/M | P/M |
| --------- | ------------- | -- | -- | ---- | ---- | ---- | ---- | ---- | ---- | --- | --- | --- |
| 2024–2025 | Chicago Bulls | 80 | 31 | 18,9 | .454 | .361 | .815 | 3,5  | 1,0  | 0,4 | 0,9 | 8,6 |
| Karrier   | Karrier       | 80 | 31 | 18,9 | .454 | .361 | .815 | 3,5  | 1,0  | 0,4 | 0,9 | 8,6 |

### NBA G-League
| Év        | Csapat              | JM | KM | JP/M | MG%  | 3P%  | BD%  | LP/M | GP/M | L/M | B/M | P/M  |
| --------- | ------------------- | -- | -- | ---- | ---- | ---- | ---- | ---- | ---- | --- | --- | ---- |
| 2023–2024 | NBA G-League Ignite | 26 | 26 | 32,0 | .448 | .273 | .679 | 6,9  | 2,0  | 0,8 | 2,1 | 14,3 |

## Magánélet
Buzelis anyai nagyapja, Arvydas Jankauskas, korábbi kosárlabdázó és edző, míg apai nagyapja, Petras Buzelis szintén korábbi kosárlabdázó, aki 19 évesen debütált a Žalgiris Kaunas csapatában, később a csapat kapitánya lett, és hat litván-bajnokicímet, valamint három Szovjetunió Premier Kosárlabda Liga bronzérmet nyert. Buzelis egyik nagymamája, Elena Buzelienė, minden idők legjobb litván kézilabdázója, aki kétszer nyert Európa-bajnoki címet.
Buzelis édesanyja, Kristina Jankauskaitė, litván ifjúsági kosárlabda-válogatottban játszott, és generációjának egyik legígéretesebb kosárlabdázója volt. Buzelis édesapja, Aidas Buzelis, egykori kosárlabdázó, aki több litván kosárlabda-bajnokságbeli klubban is játszott, valamint a litván férfi kosárlabda-válogatott fizioterapeutájaként is dolgozott.
Buzelis az angol mellett litvánul is beszél.